# 田辺警察署 (和歌山県)

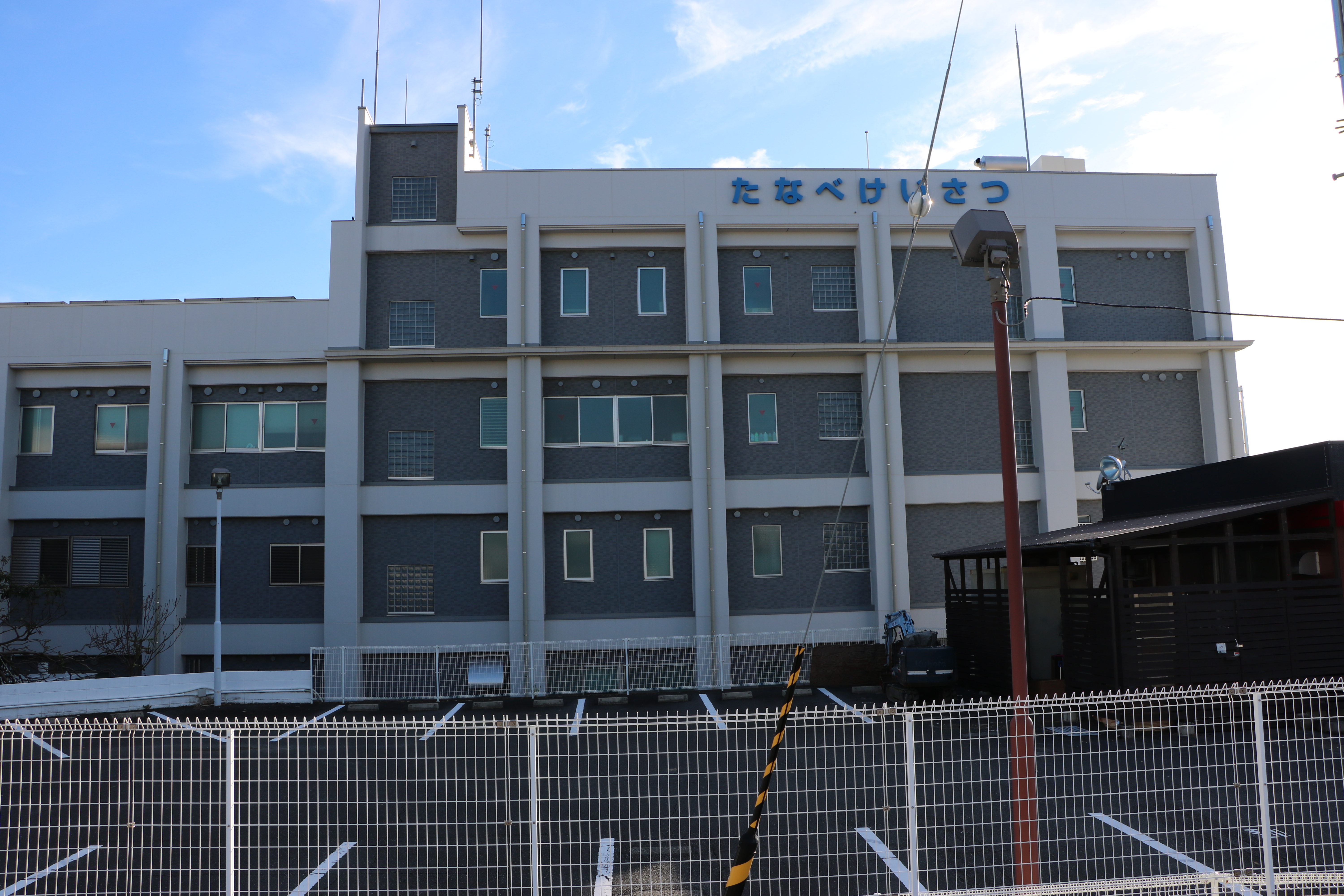
田辺警察署

田辺警察署（たなべけいさつしょ）は、和歌山県警察が管轄する警察署の一つである。
識別章所属表示はWT。

## 所在地
- 〒646-0061 和歌山県田辺市上の山1丁目2-1

## 管轄区域
- 田辺市（本宮町を除く）
- 日高郡みなべ町

## 沿革
- 2004年10月1日：日高郡南部町と南部川村が合併し、みなべ町となったため、管轄区域市町村数が、1市3町3村から、1市3町2村になった。
- 2005年5月1日：旧・田辺市と日高郡龍神村、西牟婁郡中辺路町、大塔村、東牟婁郡本宮町の1市2町1村が合併し、新・田辺市となったため、管轄区域市町村数が、1市3町2村から、1市2町になった。
- 2018年4月1日: 田辺市本宮町（旧・東牟婁郡本宮町）が新宮警察署の管轄に移管された。

## 組織
- 警務課
- 会計課
- 留置管理課
- 生活安全刑事課
- 地域課
- 交通課
- 警備課

## 交番
（ ）の中は所在地

### 田辺市
- 田辺駅前交番（田辺市湊1番29号）
- 明洋交番（田辺市上の山二丁目15番60号）
- 新万交番（田辺市新庄町46番地の39）

### みなべ町
- みなべ交番（日高郡みなべ町北道325番地の1）

## 駐在所
（ ）の中は所在地

### 田辺市
- 新庄警察官駐在所（田辺市新庄町1924番地の1）
- 上秋津警察官駐在所（田辺市上秋津1963番地の3）
- 鮎川警察官駐在所（田辺市大塔村鮎川597番地の103）
- 富里警察官駐在所（田辺市大塔村下川下898番地の1）
- 栗栖川警察官駐在所（田辺市中辺路町栗栖川68番地の2）
- 近露警察官駐在所（田辺市中辺路町近露2126番地の1）
- 福井警察官駐在所（田辺市龍神村大字福井72番地の3）
- 湯本警察官駐在所（田辺市龍神村湯ノ又538番地の2）
- 西警察官駐在所（田辺市龍神村大字西326番地の1）

### みなべ町
- 西本庄警察官駐在所（日高郡みなべ町西本庄1040番地の1）
- 清川警察官駐在所（日高郡みなべ町清川1273番地の2）

## 連絡所
- 大浜警察官連絡所（田辺市上屋敷）
- 中三栖警察官連絡所（田辺市中三栖）